# Ecougella
Ecougella es un género de foraminífero bentónico de la familia Ecougellidae, de la superfamilia Loftusioidea, del suborden Loftusiina y del orden Loftusiida. Su especie tipo es Ecougella campiloides. Su rango cronoestratigráfico abarca desde el Barremiense hasta el Bedouliense (Cretácico inferior).

## Discusión
Clasificaciones previas incluían Ecougella en el suborden Textulariina del orden Textulariida o en el orden Lituolida.

## Clasificación
Ecougella incluye a la siguiente especie:
- Ecougella campiloides †